# Nennwert

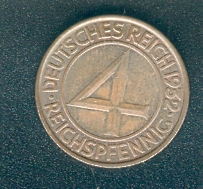
Der „Brüningtaler“: 4 Reichspfennig 1932 – Kursmünze mit kuriosem Nennwert

Nennwert (oder Nominalwert, nominale Größe; englisch par value) ist in der Wirtschaft der in Geld ausgedrückte Wert (Zahlwert), der auf gesetzlichen Zahlungsmitteln (Banknoten) oder Wertpapieren (Aktien, Anleihen) aufgedruckt oder aufgeprägt (Münzen) ist. Pendant ist der Realwert (oder die reale Größe).

## Allgemeines
In der Wirtschaft heißen Güter, die Geld sind oder einen Nennwert in Geldeinheiten tragen, auch Nominalgüter. Hierzu gehört die große Gruppe der Finanzprodukte, für die es im Regelfall einen Nennwert gibt, wenn daneben noch ein anderer Wert wie beispielsweise ein Kurswert, Marktwert oder Metallwert besteht, der vom Nennwert abweichen kann. Besitzen Nominalgüter zwei Werte, so regeln Gesetze, welcher der Werte etwa für ihre Bewertung heranzuziehen ist. Münzen sind seit der Abkehr vom Metallismus von ihrem Metallwert losgelöst, so dass Geld insgesamt seinen Zweck als Recheneinheit nur mit Hilfe eines Nennwerts erfüllen kann. Der Nennwert stellt damit eine wichtige Geldfunktion dar, ohne ihn ist Geld wertlos. Allerdings muss der Nennwert einer Münze nicht immer aufgeprägt sein. Zum Beispiel sind die Taler der Reichsmünzordnung meistens ohne aufgeprägten Nennwert geprägt worden (siehe z. B. Prägung nach dem Reichsmünzfuß u. a.).
Das 1-Billion-Mark-Stück der Provinz Westfalen ist die Münze mit dem höchsten Nennwert aller Zeiten, den jemals eine deutsche Münze hatte.

## Rechtsfragen
Der Nennwert kommt in Gesetzen häufig vor und ist deshalb auch ein Rechtsbegriff. Sie sprechen von Nennbetrag (beispielsweise BGB, HGB, AktG, GmbHG), Nennwert (PfandBG, BewG) oder umschreiben den Begriff.

### Umschreibung
Auf „Euro lautende Banknoten“ sind gemäß § 14 Abs. 1 BBankG das einzige unbeschränkte gesetzliche Zahlungsmittel, für das somit vollständiger Annahmezwang besteht. Münzen unterliegen dagegen einem beschränkten Annahmezwang. Der Nennwert auf beiden gibt an, welchen gesetzlich vorgegebenen Geldwert ein Zahlungsmittel hat. Der Inhaber der Zahlungsmittel besitzt in Höhe des Nennwerts eine Forderung gegen die ausgebende Zentralbank, die die emittierten Banknoten korrespondierend zum Nennwert passiviert. Ein zweiter Wert außer dem Nennwert besteht nicht, so dass sich bei gesetzlichen Zahlungsmitteln kein Bewertungsproblem ergibt.

### Nennbetrag
Eigenkapital ist bei bilanzierungspflichtigen Unternehmen nach § 272 Abs. 1 HGB mit dem Nennbetrag anzusetzen. Das Grundkapital muss auf einen Nennbetrag in Euro lauten (§ 6 AktG), der Mindest-Nennbetrag beträgt gemäß § 7 AktG 50000 Euro. § 8 Abs. 1 AktG lässt sowohl Nennbetragsaktien als auch – seit März 1998 – Stückaktien zu, wobei Nennbetragsaktien auf mindestens einen Euro lauten müssen (§ 8 Abs. 2 AktG). Nach § 9 Abs. 1 AktG müssen die Nennbetragsaktien bei der Emission mindestens auf den Nennwert lauten (Verbot der Unterpariemission). Der Nennwert einer Aktie {\displaystyle N} ergibt sich aus dem Grundkapital der Aktiengesellschaft {\displaystyle G} und der Anzahl der ausgegebenen Aktien {\displaystyle A}:
{\displaystyle N={\frac {G}{A}}}.
Je höher das Grundkapital ist, desto mehr Aktien können bei gleichem Nennwert ausgegeben werden.
Neben dem Nennbetrag besitzen börsennotierte Aktien auch einen Kurswert, der im Regelfall vom Nennbetrag abweicht. Bei der GmbH müssen Geschäftsanteile auf einen Nennbetrag in vollen Euro lauten (§ 5 Abs. 2 GmbHG), wobei 12500 Euro als Mindest-Nennbetrag des Stammkapitals einzuzahlen sind (§ 7 Abs. 2 GmbHG). Mangels Fungibilität besitzen GmbH-Geschäftsanteile keinen Kurswert. 
Liegt bei der Bewertung von Vermögensgegenständen der Nennbetrag höher (niedriger) als die Anschaffungskosten, so ist der Unterschiedsbetrag in die Rechnungsabgrenzung auf der Passivseite (Aktivseite) aufzunehmen (§§ 340e, § 341c HGB). Im Jahresbericht haben Kapitalanlagegesellschaften nach § 101 Abs. 1 Nr. 1 KAGB im Investmentgeschäft ihre zum Sondervermögen gehörenden Vermögensgegenstände nach Art, Nennbetrag oder Zahl, Kurs und Kurswert aufzuführen.

### Nennwert
Gemäß § 33 ZAG ist elektronisches Geld stets zum Nennwert des entgegengenommenen Geldbetrages auszugeben und jederzeit zum Nennwert in gesetzliche Zahlungsmittel zurückzutauschen. Nach § 12 Abs. 1 BewG sind Kapitalforderungen und Schulden am Bewertungsstichtag mit dem Nennwert anzusetzen. Der Nennwert einer Kapitalforderung ist der Wert, der am Bewertungsstichtag vom Schuldner gefordert werden kann und nicht der Wert, der am Bewertungsstichtag durch Veräußerung an einen Dritten erzielt werden könnte. „Der Schuldner befreit sich durch Zahlung des Nennwertes der Schuld“. Der wichtigste Grundsatz für Pfandbriefbanken ist die Deckungskongruenz bei Pfandbriefen, wobei der jeweilige Gesamtbetrag der im Umlauf befindlichen Pfandbriefe einer Gattung auch in Höhe des Nennwertes jederzeit durch Grundpfandrechte von mindestens gleicher Höhe gedeckt sein muss (§ 4 Abs. 2 PfandBG).
Der Nennwert dient bei diesen Arten als Recheneinheit, Wertmaßstab oder Stimmrechtsgrundlage.

## Nominalismus und Nominalwertprinzip
Der Nennwert steht im Mittelpunkt der Lehre des Nominalismus und des Nominalwertprinzips. Beide ignorieren Preisniveau- und Geldwertveränderungen durch Inflation oder Deflation und verlangen, dass bei Nominalgütern oder Geld ausschließlich deren Nennwert zu betrachten ist. Es gilt der Grundsatz „Euro 2002 = Euro 2020“. Der technische Nominalismus besagt, dass der Wert des Geldes ausschließlich vom aufgedruckten Wert abhängt, so dass Geld deshalb keinen Substanzwert haben muss. Der schuldrechtliche Nominalismus geht davon aus, dass der Wert einer Geldschuld ausschließlich durch den Nennwert bestimmt wird. Dadurch bleiben Geldwertschwankungen bei Schuldverhältnissen unberücksichtigt. Der Nominalismus ist deshalb weder geeignet, eine Inflation zu verhindern, noch löst eine Abkehr vom Nominalismus Inflation aus. Das Nominalwertprinzip beherrscht das deutsche Steuerrecht, so dass es zur Besteuerung von Scheingewinnen kommt und Steuerschulden stets Nennbetragsschulden darstellen.

## Volkswirtschaftslehre
Nominale Größen sind das Produkt aus Mengen und den dazugehörigen Preisen; sie werden in Geldeinheiten ausgedrückt, reale Größen dagegen in Mengeneinheiten. Diese Unterscheidung hat zur Folge, dass beim selben Finanzinstrument zwei verschiedene Größen vorhanden sind, die im Falle von Inflation oder Deflation voneinander abweichen. So werden beispielsweise Nominaleinkommen und Realeinkommen oder Nominalzins und Realzins voneinander unterschieden. Die Marktteilnehmer sollten jeweils die realen Größen beachten, da sie ansonsten der Geldillusion oder Zinsillusion unterlegen. Diese stellen eine verzerrte Wahrnehmung des Arbeitseinkommens bzw. Zinsertrages dar, bedingt durch die Vernachlässigung der Inflation.
Übersicht über nominale und reale Größen
In der folgenden Aufstellung werden drei Teilmärkte gegenübergestellt:
| Markt                                             | Faktorpreis                     | nominale Größe                                           | reale Größe             |
| ------------------------------------------------- | ------------------------------- | -------------------------------------------------------- | ----------------------- |
| Arbeitsmarkt                                      | Arbeitseinkommen                | Nominaleinkommen, Nominallohn                            | Realeinkommen, Reallohn |
| Bankenmarkt: Geldmarkt, Kapitalmarkt, Kreditmarkt | Zins                            | Nominalzins: Geldmarktzins, Kapitalmarktzins, Kreditzins | Realzins                |
| Devisenmarkt                                      | Devisenkurs                     | nominaler Wechselkurs                                    | realer Wechselkurs      |
| Geldmarkt, Kapitalmarkt                           | Geldmarktzins, Kapitalmarktzins | Nominalrendite                                           | Realrendite             |

Eingewandt werden muss, dass einzelne Marktteilnehmer auf dem Arbeitsmarkt wie Arbeitnehmer oder Gewerkschaften nicht in der Lage sind, den Reallohn zu bestimmen, weil die Ursachen für die Veränderung des Preisniveaus auf dem Gütermarkt außerhalb des Einflusses dieser Marktteilnehmer liegt. Veränderungen der Geldmenge beeinflussen nominale Größen, nicht aber reale Größen. Diese Irrelevanz der Geldmenge für reale Größen wird als Neutralität des Geldes bezeichnet.

## Wirtschaftliche Fragen
Gesetzliche Zahlungsmittel besitzen ausschließlich einen Nennwert, zu dem sie in Zahlung genommen werden müssen. Ist – wie bei Geld – der Nennwert der einzige Wert, so ergeben die addierten Nennwerte wie beim Kassenbestand die Gesamtsumme an Bargeld. Auch Buchgeld, Forderungen und Schulden sind mit dem Nennwert anzusetzen, es sei denn, es handelt sich um zweifelhafte Forderungen. Bei einer Nullkuponanleihe im klassischen Sinn bezeichnet man die Endauszahlung als Nennwert. Devisen und Sorten – im Währungsraum ihres Herkunftslandes ein gesetzliches Zahlungsmittel – besitzen dagegen in anderen Staaten als Fremdwährung neben einem Nennwert auch einen Kurswert. Nominalgüter, die neben dem Nennwert noch einen aktuellen Wert (Kurswert, Marktpreis, Marktwert oder Metallwert) besitzen, können nicht ohne Weiteres anhand ihres Nennwerts bewertet werden. Das trifft lediglich auf die Fälle zu, bei denen der Schuldner, Aussteller oder Emittent dieser Nominalgüter sich schriftlich verpflichtet hat, sie spätestes am Fälligkeitstag zum Nennwert einzulösen (Scheck, Wechsel). Gibt es diese Verpflichtung nicht, ist für die Bewertung der jeweilige Kurs-, Markt- oder Metallwert zugrunde zu legen. Dieser ergibt sich durch Multiplikation mit dem Nennwert:
{\displaystyle {\mbox{Kurswert}}={{\mbox{Nennwert}}\cdot {\mbox{Kurs}}}}
Liegt beispielsweise der Kurs einer Staatsanleihe (mit einem Nennwert von 1000 Euro) bei 91 %, so beläuft sich ihr Kurswert auf 910 Euro. Bei Anleihen ist deren Nennwertkonvergenz zu berücksichtigen.
Während der Nennwert den auf dem Finanzinstrument angegebenen Wert darstellt, liegt dem Kurswert ein aktueller Börsenkurs zugrunde, der durch Notierung an der Börse oder außerbörslich auf dem Geld-, Kapital- oder Devisenmarkt durch Kursfeststellung zustande kommt. Die Abweichung zwischen Nenn- und Kurswert erklärt sich durch Angebot und Nachfrage auf dem betreffenden Markt. Bei Wertpapieren und Anlagemünzen heißt die Differenz zwischen ihrem Nennwert und dem höheren Börsenkurs Agio, ist der Börsenkurs niedriger, spricht man vom Disagio. Bei stabilen und regulierten Währungsverhältnissen sind der Nennwert und der Kurswert identisch; dieses ist in den meisten Industrienationen der Fall.

## Technik
In der Technik ist der Nennwert ein „geeigneter gerundeter Wert einer Größe zur Bezeichnung oder Identifizierung eines Elements, einer Gruppe oder einer Einrichtung“. Konkret handelt es sich meist um vom Hersteller angegebene technische Daten eines Geräts, so etwa der Nennwert einer Spannung (Nennspannung) oder der Nennwert einer Leistung (Nennleistung).